# Râul Coșava Mică
Râul Coșava Mică este unul din cele două brațe care formează râul Coșava. 